# Senecio (genre)
Pour les articles homonymes, voir Senecio.
Genre
Classification APG IV (2016)
Senecio est un genre de plantes de la vaste famille des Asteraceae (Composées). C'est le genre des séneçons véritables.

## Un genre d'Asteroideae
Chez les espèces d'Asteraceae, ce qu'on appelle improprement « fleur » est en fait un capitule lui-même formé de nombreuses fleurs (ou fleurons). À l'intérieur de cette famille, Senecio est souvent placé dans la sous-famille des Asteroideae, qui regroupe les caractéristiques suivantes :
- Capitules hétérogames.
- Fleurons à lobes généralement courts, larges et jaunes.
- Anthères basifixes, c'est-à-dire fixées au filet par leur base.
- Bras stigmatiques généralement à deux surfaces stigmatiques.
- Canaux laticifères absents[1]

Le nom Senecio signifie en latin vieillard (dérivé de senex). Il évoque les aigrettes blanches surmontant les akènes, leur donnant ainsi l'air de petites têtes de vieillards.

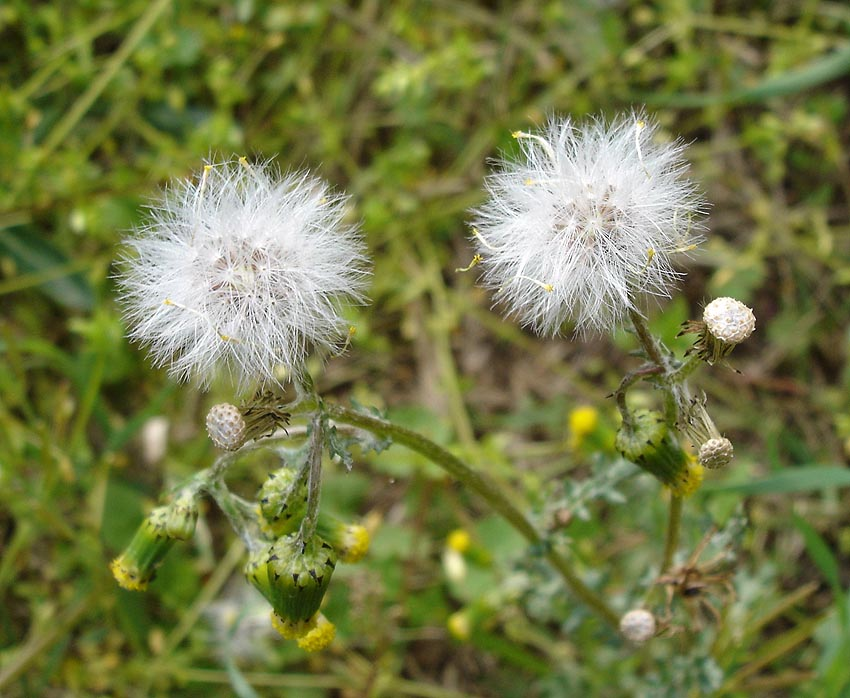
Aigrettes de séneçon commun

## Caractéristiques du genre
- Feuilles alternes.
- Capitules groupés en corymbes.
- Involucre à bractées égales disposées sur un seul rang, souvent à pointe noirâtre, avec parfois à leur base de petites bractées extérieures elles aussi à pointe noirâtre.
- Fleurons tous jaunes.
- Fleurons de la circonférence femelles, disposés sur un seul rang, parfois absents (Senecio vulgaris).
- Fleurons du disque tubulés et hermaphrodites.
- Akènes presque cylindriques, surmontés d'une aigrette (pappus) à soies très fines disposées sur plusieurs rangs.

## Particularités
Le séneçon négligé (Senecio squalidus), est un hybride simple et fertile de deux espèces  (Senecio aethensis et Senecio chrysanthemifolius) possédant le même nombre de chromosomes (2n=20) ou de Senecio cambrensis, hybride triploïde (2n=60) entre Senecio squalidus (2n=20) et Senecio vulgaris (2n=40) dans lequel l’hybridation est allopolyploïde.

## Liste d'espèces
- Liste des espèces de Senecio (juin 2018) d'après The Plant List[3].

Quelques espèces :
- Senecio adenotrichius DC.
- Senecio alboranicus
- Senecio angulatus L.f. -  Lierre du CAP
- Senecio bayonnensis Boiss. - Séneçon de Bayonne
- Senecio bosniacus G. Beck
- Senecio burtonii Hook.f.
- Senecio cacaliaster Lam. - Séneçon de Croatie
- Senecio castagneanus DC.
- Senecio chabertii Gand.
- Senecio doria L. - Séneçon Doria
- Senecio doronicum (L.) L. - Séneçon doronic
- Senecio flaccidus Less.
- Senecio gallicus Vill. - Séneçon de France
- Senecio gerardi Godr. & Gren. ; synonyme : Senecio provincialis (L.) Druce - Séneçon de Provence ou Séneçon de Gérard
- Senecio haworthii (Sweet) Sch.Bip.
- Senecio hercynicus Herborg - Séneçon hercynien ou Séneçon du Harz
- Senecio inaequidens DC. - Séneçon du Cap ou Séneçon de Mazamet
- Senecio jacobaea L.
- Senecio lamarckianus - Bois de Chèvre
- Senecio leucanthemifolius Poir. - Séneçon à feuilles de Marguerite
- Senecio leucopeplus
- Senecio lividus L. - Séneçon livide
- Senecio ovatus (G.Gaertn., B.Mey. & Scherb.) Willd.  - Séneçon de Fuchs
- Senecio pseudo-arnica Less. - Séneçon faux-arnica
- Senecio pyrenaicus L. - Séneçon des Pyrénées ou Séneçon de Tournefort
- Senecio rosinae Gamisans - Séneçon de Rosine
- Senecio rowleyanus L. - Séneçon de Rowley
- Senecio ruthenensis Mazuc & Timb.-Lagr. - Séneçon de Rodez ou Séneçon du Rouergue
- Senecio sarracenicus L. - Séneçon des cours d'eau ou Séneçon des fleuves
- Senecio squalidus L. - Séneçon luisant
- Senecio sylvaticus L. - Séneçon des forêts
- Senecio vernalis Waldst. & Kit. - Séneçon printanier
- Senecio viscosus L. - Séneçon visqueux
- Senecio vulgaris L. - Séneçon commun

## Espèces retirées de ce genre
- Pour Senecio aureus L., voir Packera aurea (L.) Á.Löve & D.Löve
- Pour Senecio kilimanjari Mildbr., voir Dendrosenecio kilimanjari (Milbr.) E.B.Knox

### Cas du genreJacobaea
Des travaux depuis 2000 tendent à prouver que certaines espèces font partie d'un genre distinct à Senecio, le genre Jacobaea.
- Pour Senecio adonidifolius Loisel., voir Jacobaea adonidifolia (Loisel.) Pelser & Veldkamp
- Pour Senecio alpinus (L.) Scop., voir Jacobaea alpina (L.) Moench
- Pour Senecio aquaticus Hill, voir Jacobaea aquatica (Hill) G.Gaertn. et al.
- Pour Senecio cineraria DC., voir Jacobaea maritima (L.) Pelser & Meijden
- Pour Senecio erucifolius L., voir Jacobaea erucifolia (L.) G.Gaertn. et al.
- Pour Senecio halleri Dandy, voir Jacobaea uniflora (All.) Veldkamp
- Pour Senecio incanus L., voir Jacobaea incana (L.) Veldkamp
- Pour Senecio jacobaea L., voir Jacobaea vulgaris Gaertn
- Pour Senecio leucophyllus DC., voir Jacobaea leucophylla (DC.) Pelser
- Pour Senecio maritima, voir Jacobaea maritima
- Pour Senecio paludosus L., voir Jacobaea paludosa (L.) G.Gaertn. et al.
- Pour Senecio persoonii De Not., voir Jacobaea persoonii (De Not.) Pelser

## Galerie

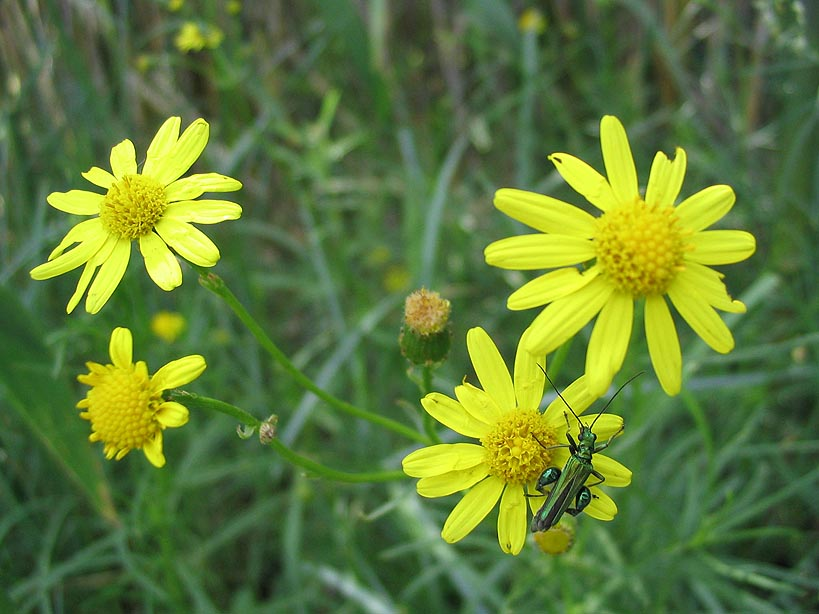
Séneçon du Cap
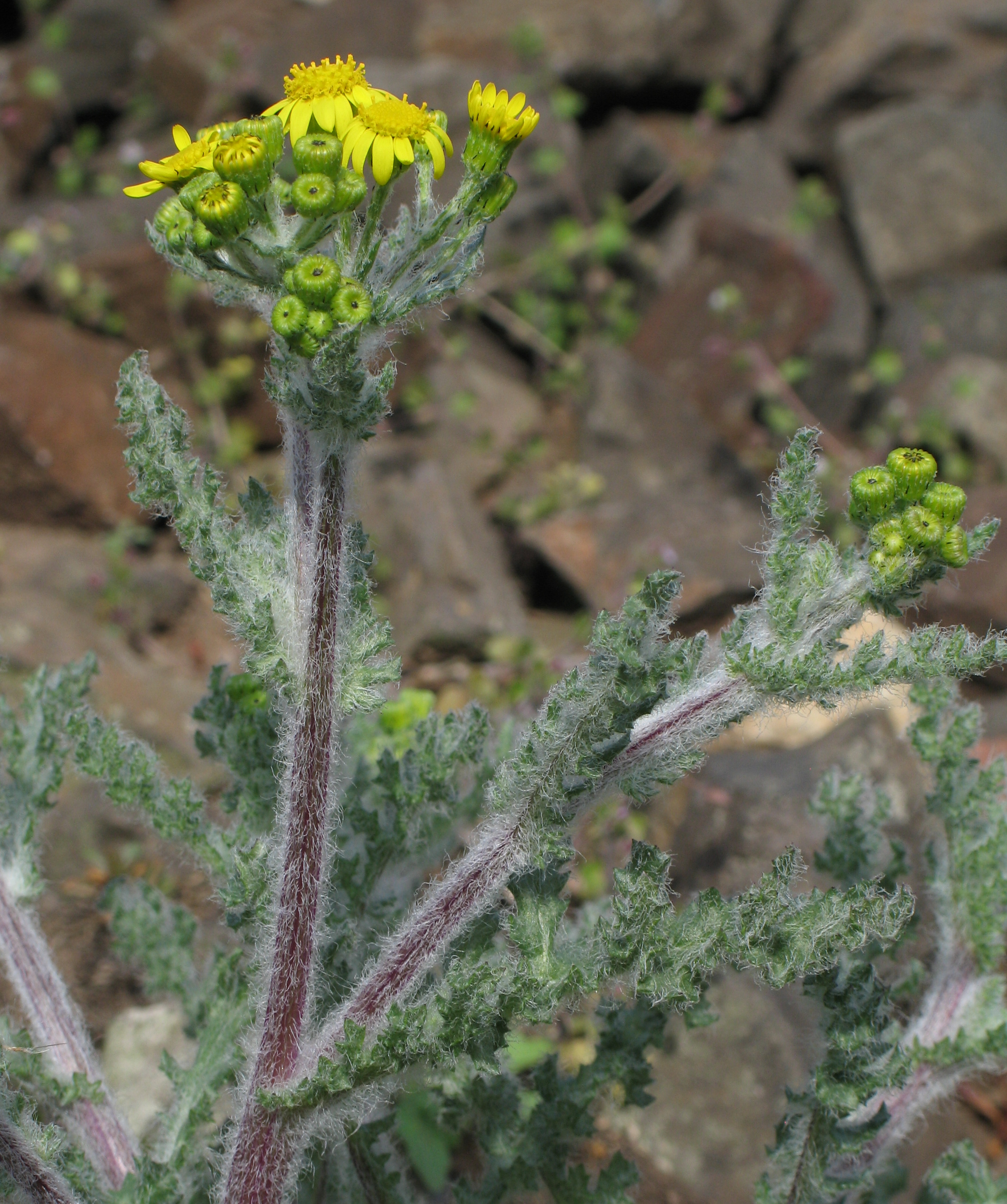
Séneçon printanier
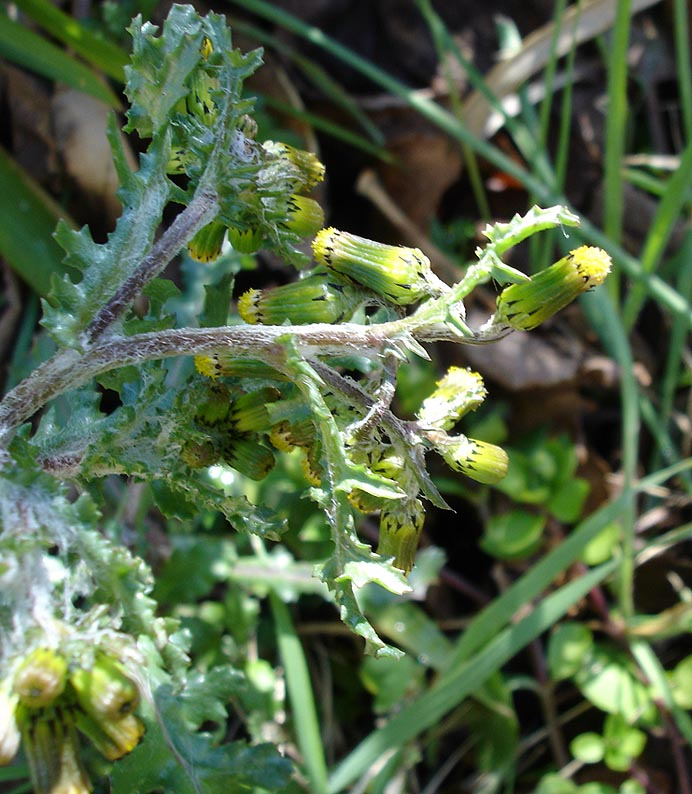
Séneçon commun
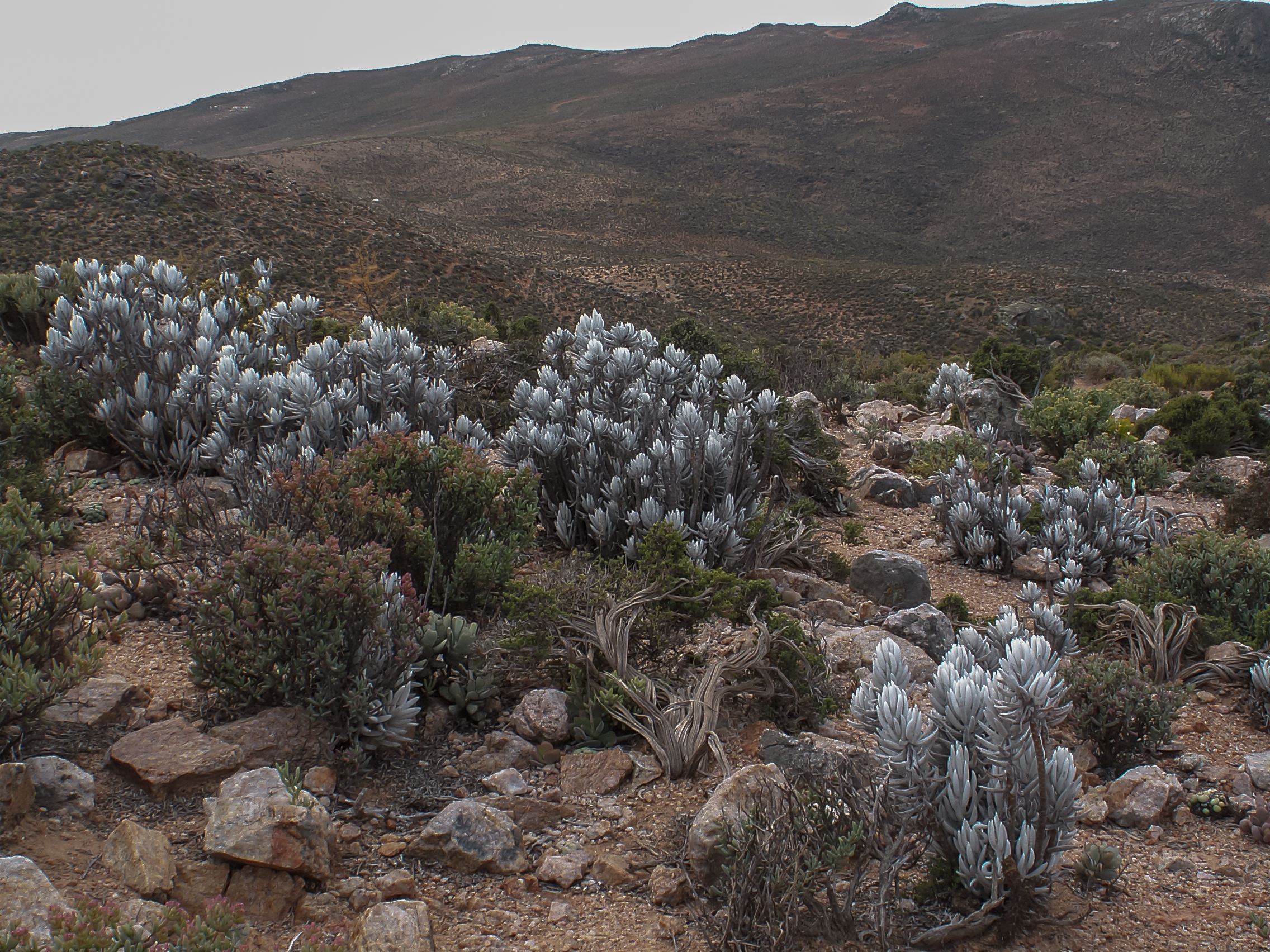
Senecio haworthii